# Ruta Estatal de Alabama 48
La Ruta Estatal de Alabama 48, y abreviada SR 48 (en inglés: Alabama State Route 48) es una carretera estatal estadounidense ubicada en el estado de Alabama cruza los condados de Randolph y Clay . La carretera inicia en el Oeste desde la AL 9/AL 49 en Lineville en sentido Este hasta finalizar en la GA 5  en la línea estatal con Georgia al suroeste de Bowdon, GA. La carretera tiene una longitud de 55 km (34 mi).

## Mantenimiento
Al igual que las autopistas interestatales, y las rutas federales y el resto de carreteras estatales, la Ruta Estatal de Alabama 48 es administrada y mantenida por el Departamento de Transporte de Alabama por sus siglas en inglés ALDOT.

## Cruces
La Ruta Estatal de Alabama 48 es atravesada principalmente por la
US 431 en Wedowee, AL